# 風の歌を聴け
『風の歌を聴け』 （かぜのうたをきけ） は、村上春樹が1979年に発表した1作目の長編小説。同年の群像新人文学賞受賞作品。1981年に大森一樹の監督で映画化された。

## 概要
1979年4月発表の第22回群像新人文学賞受賞を受けて、同年5月発売の『群像』6月号に掲載された。同年7月23日、講談社より単行本化された。表紙の絵は佐々木マキ。本文挿絵は村上春樹自身が描いた。1982年7月12日、講談社文庫として文庫化された。2004年9月9日、文庫の新装版が出版された。
群像新人文学賞応募時のタイトルは「ハッピー・バースデー/そして/ホワイト・クリスマス」だった。最終候補に残ると、「群像」編集部の宮田昭宏は「発表するときに、どう表記したらいいのか戸惑うし、また、単行本にするときに、たとえば背表紙にどう入れたらいいのか困るだろう」と思ったという。そして村上に直接会いに行き、題名を変えてほしいと頼んだ。村上は承諾し、ほどなく「風の歌を聴け」というタイトルを考えた。この言葉は、トルーマン・カポーティの短編小説 "Shut a Final Door" （「最後のドアを閉じろ」）の最後の一行「Think of nothing things, think of wind」から取られた。なお単行本は、表紙の上部に「Birthday and White Christmas」という文字が小さく書かれた。「Happy」は縦書きのタイトルで隠れている。
当時の村上と同じく1978年に29歳になった「僕」が、1970年8月8日から8月26日までの18日間の物語を記す、という形をとり、40の断章と、虚構を含むあとがきから成る。「鼠三部作」の1作目。
単行本が出た年の翌年の1980年、ソ連の雑誌『現代の外国文学』7・8月号に本作の書評が掲載された。書評者は女性の日本学者のガリーナ・ドゥトキナ。ドゥトキナは日本語を読めた。デレク・ハートフィールドが虚構の作家であることには気づかなかったが、村上を次のように高く評した。「『風の歌を聴け』という小説には、日本古来の憂いにみちた魅惑――＜モノノアワレ＞がある。（中略）村上が崇拝するハートフィールドとは違って、村上自身は自分の武器を誰にどのように向ければいいのか、きっと理解するだろう。そして、日本の現代文学においてしかるべき位置を占めるだろう」
初期の長編2作は講談社英語文庫の英訳版（『Hear the Wind Sing』と『Pinball, 1973』）が存在していたが、村上自身が同2作を「自身が未熟な時代の作品」と評価していたため、長い間日本国外での英訳版の刊行は一切行われていなかった。2015年8月4日にテッド・グーセンの新訳により、『1973年のピンボール』との合本でHarvill Seckerから出版された。また同日、オーディオブック版もRandom House Audioから発売された。
2016年7月1日、電子書籍版が配信開始。

## 執筆の背景
1978年4月1日、明治神宮野球場で行われたプロ野球開幕戦、ヤクルトスワローズ対広島東洋カープ戦を観戦していた村上は、試合中に突然小説を書くことを思い立ったという。それは1回裏、ヤクルトの先頭打者のデイブ・ヒルトンが二塁打を打った瞬間のことだった。当時ジャズ喫茶を経営していた村上は、真夜中に1時間ずつ4か月間かけてこの小説を完成させた。村上にとってまったくの処女作である。
後のインタビューによれば、チャプター1の冒頭の文章(「完璧な文章などといったものは存在しない。完璧な絶望が存在しないようにね。」)が書きたかっただけで、あとはそれを展開させただけだったと語っている。村上自身は小説の冒頭を大変気に入っており、小説を書くことの意味を見失った時この文章を思い出し勇気付けられるのだという。また、最初はABCDEという順番で普通に書いたが面白くなかったので、シャッフルしてBDCAEという風に変え、さらにDとAを抜くと何か不思議な動きが出てきて面白くなったとも述べている。妻の「つまらない」という感想に従って、頭から全体的に書き直している。
村上は後年、本作について「『風の歌を聴け』という最初の小説を書いたとき、もしこの本を映画にするなら、タイトルバックに流れる音楽は『ムーンライト・セレナーデ』がいいだろうなとふと思ったことを覚えている。そこにはエアポケット的と言ってもいい、不思議に擬古的な空気がある。僕の頭の中で、その時代の神戸の風景はどこかしら『ムーンライト・セレナーデ』的なのだ」と語っている。

## 表紙
村上が1960年代後半に『ガロ』に掲載された佐々木マキの漫画の愛読者だったことから、単行本の表紙は佐々木によって描かれた。原画の技法はモノタイプ（単刷版画）、グアッシュ。寸法は348ミリ×260ミリ。
「僕が『風の歌を聴け』という最初の小説を書いて、それが単行本になると決まったとき、その表紙はどうしても佐々木マキさんの絵でなくてはならなかった。本ができあがって、書店に並んだとき、とても幸福だった。僕が小説家になれたというだけではなく、佐々木マキさんの絵が、僕の最初の本のカバーを飾ってくれたということで」
村上は1984年の時点で次のように述べている。
「僕はこの『佐々木マキ・ショック』を抱えたまま1970年という分水嶺を越え、僕自身の二十代をたどりつづけた。そして三十になってやっと小説を書くようになった。僕の本当の気持ちを言えば、あの頃佐々木マキが我々の世代に与えたのと同質のショックを、僕は僕の小説によって若い世代に与えたいと思う。でもなかなかそんな風にうまくはいかない」

## 文学賞選考における評価
| 文学賞                                 | 結果     | 選評など |
| -------------------------------------- | -------- | --- |
| 第22回群像新人文学賞 （1979年4月発表） | 受賞     | - 選考委員は佐々木基一、佐多稲子、島尾敏雄、丸谷才一、吉行淳之介の5人。 - 全員から支持を得て受賞。特に丸谷才一と吉行淳之介からは高い評価を受けた。 - しかし講談社の内部では「こんなちゃらちゃらした小説は文学じゃない」という声があり、出版部長にも受け入れられなかったという。 |
| 第81回芥川賞 （1979年7月発表）         | 候補のみ | - 選考委員は瀧井孝作、丹羽文雄、井上靖、中村光夫、安岡章太郎、吉行淳之介、遠藤周作、大江健三郎、開高健、丸谷才一の10人。 - 丸谷才一の選評。「もしもこれが単なる模倣なら、文章の流れ方がこんなふうに淀みのない調子ではゆかないでせう。それに、作品の柄がわりあひ大きいやうに思ふ」 - 瀧井孝作の選評。「外国の翻訳小説の読み過ぎで書いたような、ハイカラなバタくさい作だが……。（中略）しかし、異色のある作家のようで、わたしは長い目で見たいと思った」 - 大江健三郎の選評。「今日のアメリカ小説をたくみに模倣した作品もあったが、それが作者をかれ独自の創造に向けて訓練する、そのような方向付けにないのが、作者自身にも読み手にも無益な試みのように感じられた」 |
| 第1回野間文芸新人賞 （1979年12月発表） | 候補のみ | - 選考委員は秋山駿、上田三四二、大岡信、佐伯彰一の4人。 |

## あらすじ
絶版になったままのデレク・ハートフィールドの最初の一冊を僕が手に入れたのは中学3年生の夏休みであった。以来、僕は文章についての多くをハートフィールドに学んだ。そしてじっと口を閉ざし、20代最後の年を迎えた。
東京の大学生だった1970年の夏、僕は港のある街に帰省し、一夏中かけて「ジェイズ・バー」で友人の「鼠」と取り憑かれたようにビールを飲み干した。
僕は、バーの洗面所に倒れていた女性を介抱し、家まで送った。しばらくしてたまたま入ったレコード屋で、店員の彼女に再会する。一方、鼠はある女性のことで悩んでいる様子だが、僕に相談しようとはしない。
彼女と僕は港の近くにあるレストランで食事をし、夕暮れの中を倉庫街に沿って歩いた。アパートについたとき、彼女は中絶したばかりであることを僕に告げた。
冬に街に帰ったとき、彼女はレコード屋を辞め、アパートも引き払っていた。
現在の僕は結婚し、東京で暮らしている。鼠はまだ小説を書き続けている。毎年クリスマスに彼の小説のコピーが僕のもとに送られる。

## 登場人物
僕
作中の書き手であり語り手。1948年12月24日生まれ（村上は1949年1月12日生まれ）。大学では生物学専攻。帰省中である。
鼠
9月生まれ。「僕」と大学入学の年に出会い、チームを組んだ。屋上に温室のある、三階建ての家に住む。金持ちであるが、金持ちを嫌っている。
ジェイ
ジェイズ・バーのバーテンダー。中国人。「僕」曰く、彼は中国人だが、自分よりもずっと上手い日本語を話す。「僕がバーテンのジェイにそう言うと、彼はしばらくじっとそれを眺めてから、」(単行本14頁)。とあり、男と考えられる。
小指のない女の子
1月10日生まれ。8歳の時に左手の小指をなくした。双子の妹がいる。レコード店で働いている。
高校時代のクラス・メートの女の子
高校時代、ビーチ・ボーイズの「カリフォルニア・ガールズ」のレコードを貸してくれた。ラジオのリクエスト番組で同曲を「僕」にプレゼントする。1970年3月、大学を病気療養のため退学している。
病気の女の子
17歳。脊椎の神経の病気で、3年間寝たきりの生活を送っている。
3人の叔父
一人はデレク・ハートフィールドの本を僕にくれた。その3年後に腸の癌で死亡。一人は終戦の2日後上海で自分で埋めた地雷を踏み死亡。一人は手品師として全国の温泉地を回っている。
僕が寝た3人の女の子
1人目は、高校のクラスメイト。高校を卒業し、数ヶ月後に別れる。2人目は、地下鉄の新宿駅で出会った16歳のヒッピー。一週間ばかり僕のアパートに居候し、去る。3番目の女の子は、大学の図書館で知り合った仏文科の学生。翌年の春休みに林で首を吊って自殺する。
ラジオN・E・BのDJ
土曜の夜7時から始まる2時間番組「ポップス・テレフォン・リクエスト」を担当している。自称「犬の漫才師」。終盤では今までの軽い口調と打って変わり、真面目に「僕は・君たちが・好きだ」とリスナーに語りかける。
デレク・ハートフィールド
アメリカの作家。宇宙人や化け物の登場する小説を膨大に執筆し、のちに投身自殺する。「僕」は文章の多くを彼に学んだ。
作中では作品名を出し、あたかも実在の人物であるかのように書かれているため、大学図書館などで「ハートフィールドの著作を読みたい」というリクエストやレファレンスが多く寄せられ、司書を困惑させたという。

## 登場する文化・風俗
音楽
| 「レイニー・ナイト・イン・ジョージア」 | ブルック・ベントンが1970年に歌ったヒット曲。作者はトニー・ジョー・ホワイト。「ポップス・テレフォン・リクエスト」でかかる。 |
| 「フール・ストップ・ザ・レイン」       | クリーデンス・クリアウォーター・リバイバルが1970年1月に発表したシングル曲（Who'll Stop the Rain）。のちにアルバム『コスモズ・ファクトリー』に収録された。「ポップス・テレフォン・リクエスト」でかかる。 後述するように『群像』掲載時はローリング・ストーンズの「ブラウン・シュガー」だったが、単行本化の際「フール・ストップ・ザ・レイン」に差し替えられた。 |
| 「カリフォルニア・ガールズ」           | ザ・ビーチ・ボーイズが1965年に発表した曲。アルバム『サマー・デイズ』からシングル・カットされた。村上が訳した歌詞の一部が本文に登場する。 |
| ベートーヴェン「ピアノ協奏曲第3番」    | 小指のない女の子が勤めるレコード店で登場する。「僕」は差し出されたヴィルヘルム・バックハウスの盤とグレン・グールドの盤からグールドの盤を選ぶ。 |
| 『ナッシュヴィル・スカイライン』       | ボブ・ディランが1969年に発表したアルバム。「僕」は電話の受話器から「ナッシュヴィル・スカイライン」が聴こえると書いているが、正確には同アルバムにその名前の曲は収録されていない。2曲目に収録されている「ナッシュヴィル・スカイライン・ラグ」はインストゥルメンタル。                                                                                          |
| 「心の届かぬラヴ・レター」             | エルヴィス・プレスリーが1962年に歌った曲。全米チャート2位を記録した。映画『ガール!ガール!ガール!』の挿入歌でもある。村上が訳した歌詞の一部が本文に登場する。 |
| 「エヴリデイ・ピープル」               | スライ&ザ・ファミリー・ストーンが1968年に発表した曲。翌年、全米チャート1位となる。ジェイズ・バーのジュークボックスでかかる。 |
| 「ウッドストック」                     | ジョニ・ミッチェルの曲。ミッチェルのアルバム『レディズ・オブ・ザ・キャニオン』（1970年4月）とCSN&Yのアルバム『デジャ・ヴ』（1970年3月）にそれぞれ収録される。後者のバージョンはシングルカットされ、同グループの代表曲の一つとなった。ジェイズ・バーのジュークボックスでかかる。                                                                              |
| 「スピリット・イン・ザ・スカイ」       | ノーマン・グリーンバウムが1969年に発表した曲。ジェイズ・バーのジュークボックスでかかる。 |
| 「ヘイ・ゼア・ロンリー・ガール」       | エディ・ホールマンが1969年に発表した曲。ルビー&ザ・ロマンティックスが1963年に発表した「ヘイ・ゼア・ロンリー・ボーイ」がオリジナルで、ホールマンのカバー・バージョンがヒットした。ジェイズ・バーのジュークボックスでかかる。 |
| 「くよくよするなよ」                   | ボブ・ディランが1963年に発表した曲。同年にピーター・ポール&マリーがカバーしたバージョンがヒットした。 「そんなわけで、僕は時の淀みの中ですぐに眠りこもうとする意識をビールと煙草で蹴とばしながらこの文章を書き続けている。（中略） 今、僕の後ろではあの時代遅れなピーター・ポール&マリーが唄っている。『もう何も考えるな。終わったことじゃないか。』」       |
| 「グッド・ラック・チャーム」           | エルヴィス・プレスリーが1962年に歌った曲。全米チャート1位を記録した。物語の終盤、「ポップス・テレフォン・リクエスト」でかかる。 |

その他
| フィアット・600      | 1955年から1969年の間に生産されたイタリアの乗用車。鼠の愛車。車体の色は黒。 |
| リチャード・バートン | イギリスの映画俳優。「僕」と鼠は泥酔して車を石柱にぶつける。「僕たちはフィアットの屋根に並んで腰を下ろしたまま、白み始めた空を見上げ、黙って何本か煙草を吸った。僕は何故かリチャード・バートンの主演した戦車映画を思い出した」とある。 なおバートンの主演した戦車映画は『砂漠の鼠』（1953年）と『ロンメル軍団を叩け』（1971年）の2本。本書の設定年が1970年であることから、言及されたのは前者と推測される。 |
| 『感情教育』         | ギュスターヴ・フローベールの長編小説。傍に『感情教育』を置いている「僕」に鼠が「何故本ばかり読む？」と問う。「僕」は「フローベルがもう死んじまった人間だからさ」と答える。 |
| ギムレット           | ジンベースのカクテル。グレープフルーツのような乳房をつけ派手なワンピースを着た30歳ばかりの女がジェイズ・バーで飲む酒。 |
| ロジェ・ヴァディム   | フランス出身の映画監督。鼠は「僕」に「『私は貧弱な真実より華麗な虚偽を愛する。』知ってるかい？」と言う。鼠によればこの言葉はヴァディムの言葉だという。 |
| ジュール・ミシュレ   | 19世紀のフランスの歴史家。ミシュレの『魔女』の一節が本文に引用されている。翻訳者（篠田浩一郎）の名前も明記されている。 |
| トライアンフTR III   | トライアンフ・TRは、英国のトライアンフが1953年から1981年まで生産したスポーツカーのシリーズ名。現在の鼠の車。 |
| 『コンボイ』         | サム・ペキンパー監督の1978年の映画。「僕」の妻はペキンパーの映画の中では『コンボイ』が最高だと言う。 |
| 『尼僧ヨアンナ』     | ポーランドの映画監督イェジー・カヴァレロヴィチが1961年に製作した映画。原作はヤロスワフ・イヴァシュキェヴィッチの同名の小説。 「ペキンパー以外の映画では、僕は『灰とダイヤモンド』が好きだし、彼女は『尼僧ヨアンナ』が好きだ」と本文に記されている。 |

## 『群像』版と単行本と『村上春樹全作品』の本文異同
以下は『群像』1979年6月号掲載版と単行本と『村上春樹全作品1979～1989』の本文異同である（主なもののみ）。山﨑眞紀子著『村上春樹の本文改稿研究』（若草書房、2008年1月）に拠った。
著者自身が描いたTシャツの挿絵は、『群像』版、単行本、『村上春樹全作品』版、それぞれすべて異なる。
| 『群像』                                     | 単行本 | 『村上春樹全作品1979～1989』               |
| -------------------------------------------- | --- | ------------------------------------------ |
| 構いませんよ。                               | 構いませんよ。おかげでずいぶん体が軽くなった                                                                                | 同左                                       |
| 僕はジェイを呼んで勘定を払った。             | 彼女が消えた後も僕の質問は答えのないまま、しばらく空中をさまよっていた。 ビールを半分飲んでからジェイを呼んで勘定を払った。 | 同左                                       |
| 「レイニー・ナイト・イン・ジョージア」       | 同左 | 「雨のジョージア」                         |
| ローリング・ストーンズ「ブラウン・シュガー」 | クリーデンス・クリアウォーター・リヴァイヴァル、「フール・ストップ・ザ・レイン」                                            | 同左                                       |
| 「カリフォルニア・ガール」                   | 「カリフォルニア・ガールズ」                                                                                                | 同左                                       |
| 鼠はガードレールに腰かけてカザンザキスの     | 同左 | 鼠はガードレールに腰かけてカザンツァキスの |
| なんとなく損な星まわりらしいな。             | なんとなく損な星まわりらしいな。イエス・キリストと同じだ                                                                    | 同左                                       |
| なし                                         | 「ハートフィールド、再び………（あとがきにかえて）」全文                                                                       | なし                                       |

## 翻訳
| 翻訳言語        | 翻訳者                     | 発行日        | 発行元            |
| --------------- | -------------------------- | ------------- | ----------------- |
| 英語            | アルフレッド・バーンバウム | 1987年2月     | 講談社英語文庫    |
| 英語            | テッド・グーセン           | 2015年8月4日  | Harvill Secker    |
| フランス語      | Hélène Morita              | 2016年1月16日 | Belfond           |
| ドイツ語        | Ursula Gräfe               | 2015年5月20日 | DuMont Buchverlag |
| イタリア語      | Antonietta Pastore         | 2016年5月24日 | Einaudi           |
| スペイン語      | Lourdes Porta Fuentes      | 2015年10月1日 | Tusquets Editores |
| ポルトガル語    | Maria João Lourenço        | 2016年5月31日 | Casa das Letras   |
| ノルウェー語    | Yngve Johan Larsen         | 2015年        | Pax forlag        |
| ポーランド語    | Anna Zielińska-Elliott     | 2014年5月     | Muza              |
| ロシア語        | Вадим Смоленский           | 2002年        | Eksmo             |
| 中国語 (繁体字) | 頼明珠                     | 1992年2月25日 | 時報文化          |
| 中国語 (簡体字) | 林少華                     | 2001年8月     | 上海訳文出版社    |
| 韓国語          | ユン・ソンウォン           | 1991年        | 漢陽出版          |
| 韓国語          | 金春美（キム・チュンミ）   | 1991年8月26日 | 漢陽出版          |
| 韓国語          | 金蘭周（キム・ナンジュ）   | 1996年        | 열림원            |
| インドネシア語  | Jonjon Johana              | 2008年10月    | KPG               |
| タイ語          | นพดล เวชสวัสดิ์               | 2002年12月    | สำนักพิมพ์แม่ไก่ขยัน    |
| ハンガリー語    | Mayer Ingrid               | 2016年        | Geopen            |